# TIROS 3
TIROS 3 (ang. Television Infrared Observational Satellite) – amerykański satelita meteorologiczny. Jako pierwszy satelita w historii wykrył huragan z kosmosu i tym samym zapoczątkował służbę sztucznych satelitów w ostrzeganiu ludności przed naciągającymi burzami tropikalnymi. Satelita wykrył huragan na dwa dni przed specjalistycznymi samolotami wykrywającymi wiatry tego typu. Pracował 230 dni, w czasie których przesłał na Ziemię 35 033 zdjęcia (ponad 24 000 użytecznych), w tym fotografie największych huraganów powstałych w 1961 roku („Anna”, „Betsy”, „Carla”, „Debbie”, „Esther”, nr 6) i dwóch tajfunów („Nancy”, „Pamela”).

## Opis misji

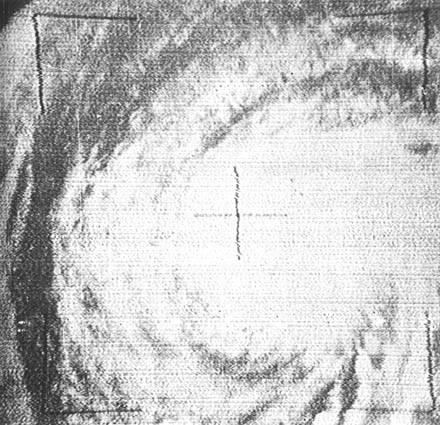
Pierwszy huragan wykryty z kosmosu, „Esther”. Zdjęcie wykonał satelita TIROS 3 w dniu 10 września 1961

Satelitą zarządzało US Weather Bureau (dzisiejsza National Oceanic and Atmospheric Administration). Dwanaście dni po starcie przestała działać jedna z kamer TV. Jakość obrazu z drugiej kamery pozwoliła na wykonanie zdjęć wielu burz tropikalnym w sezonie 1961 huraganów. TIROS 3, 10 września 1961, wykrył huragan „Esther”, co przeszło do historii meteorologii, jako pierwsze wykrycie huraganu przez satelitę. Statek funkcjonował prawidłowo do sierpnia 1961 roku, kiedy to zawodzić zaczął radiometr skaningowy. Działalność satelity ustała 23 stycznia 1962. Ostatecznie wyłączenie nastąpiło 28 lutego 1962 roku.
Wraz z satelitą wyniesiony został ostatni stopień rakiety nośnej. W katalogach odnotowano również dwa ciężarki, które posłużyły do zmniejszenia prędkości obrotowej statku.
Statek pozostaje na orbicie, której żywotność szacuje się na 150 lat.

## Budowa i działanie

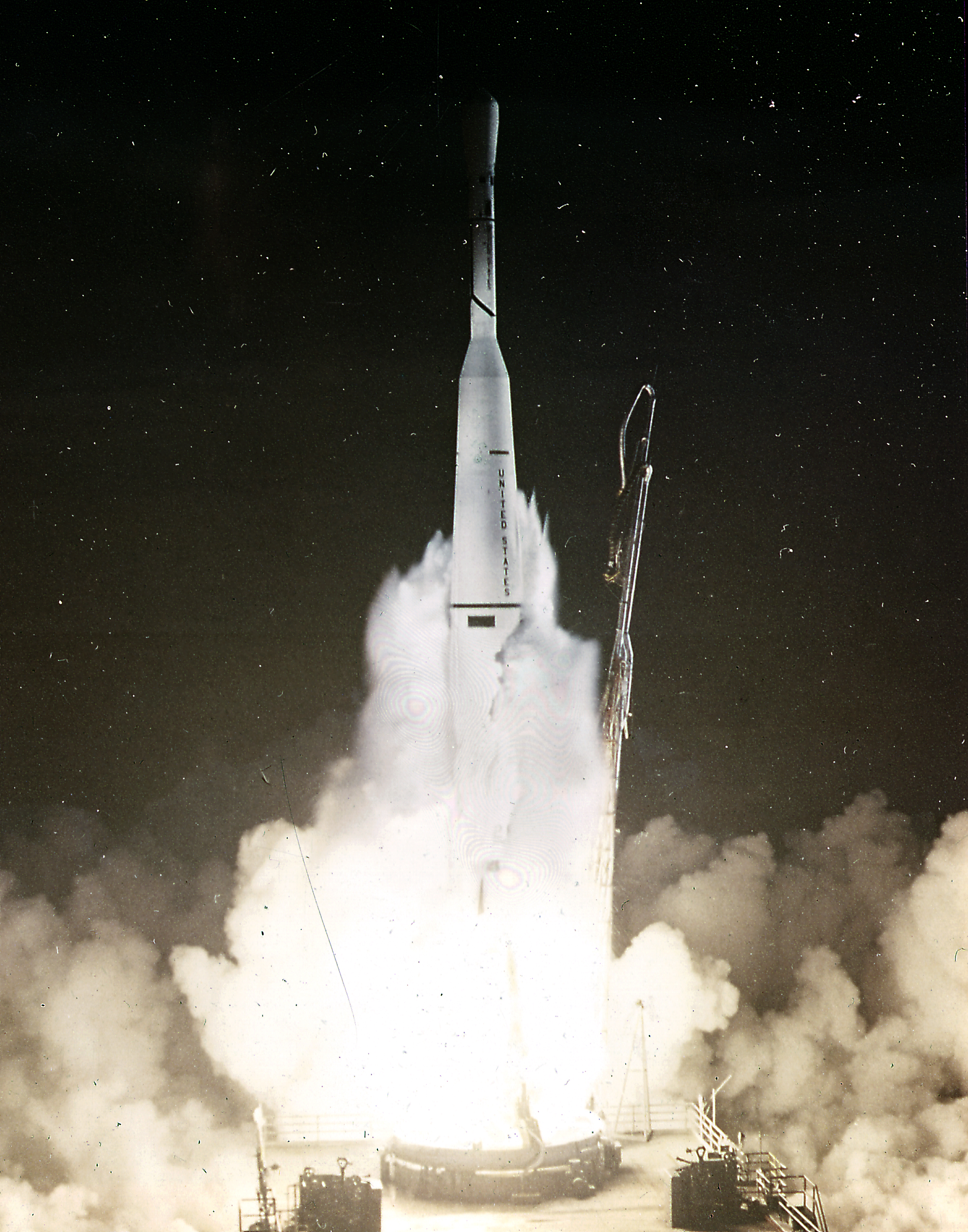
Nocny start rakiety Thor Delta z satelitą TIROS 3

Statek został opracowany przez Goddard Space Flight Center, część NASA, oraz firmy: Radio Corporation of America (RCA), Astro Electronic Division (dzisiejszy Lockheed Martin). Szkielet satelity wykonano z aluminium i stali nierdzewnej. Ściana boczna miała kształt osiemnastościanu. Pokrycie statku stanowiło ponad 9260 ogniw słonecznych, każde o wymiarach 1 × 2 cm. Gromadziły energię w 21 akumulatorach NiCd.
U spodu statku zamontowano trzy stałopędne silniczki nadające satelicie ruch obrotowy z prędkością od 8 do 12 obrotów na minutę. Oś obrotu statku mogła być kontrolowana z dokładnością 1, 2 stopni. Służył do tego magnetyczny system kontroli położenia. Jego układem wykonawczym było 250 przewodów owijających statek po obwodzie. Konieczny dla kontroli pozycji moment obrotowy wytwarzała interakcja ziemskiego pola magnetycznego z polem magnetycznym (prądem) zaindukowanym w statku. Nowym elementem był podczerwony czujnik horyzontu.
Do łączności z Ziemią używano pojedynczej anteny monopolowej. Umieszczona była na szczycie statku. Dwie anteny dipolowe (4 pręty wystające ze spodu statku) służyły do nadawania telemetrii (częstotliwość 235 MHz; moc 2W). Kamery wyzwalały się automatycznie po wejściu Ziemi w pole widzenia. Zdjęcia były przesyłane bezpośrednio na Ziemię lub nagrywane na rejestratorze, mieszczącym do 32 obrazów. Nadawanie sekwencji 32 obrazów trwało 100 sekund. Odbywało się przez 3 W nadajnik FM, na częstotliwości 237 MHz.

### Zmiany w stosunku do poprzednich statków serii
W stosunku do poprzednich modeli satelitów TIROS, dokonano trzech poważnych zmian:
- Zamiast jednej kamery niskiej rozdzielczości i jednej wysokiej rozdzielczości, w satelicie umieszczono dwie takie same szerokokątne kamery telewizyjne
- do kontroli położenia statku dołożono podczerwony czujnik horyzontu
- do kontroli pracy statku dołożono zegar elektroniczny

## Ładnek

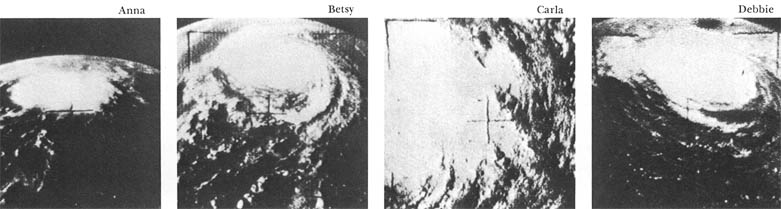
Fotografie huraganów wykonane przez satelitę TIROS 3

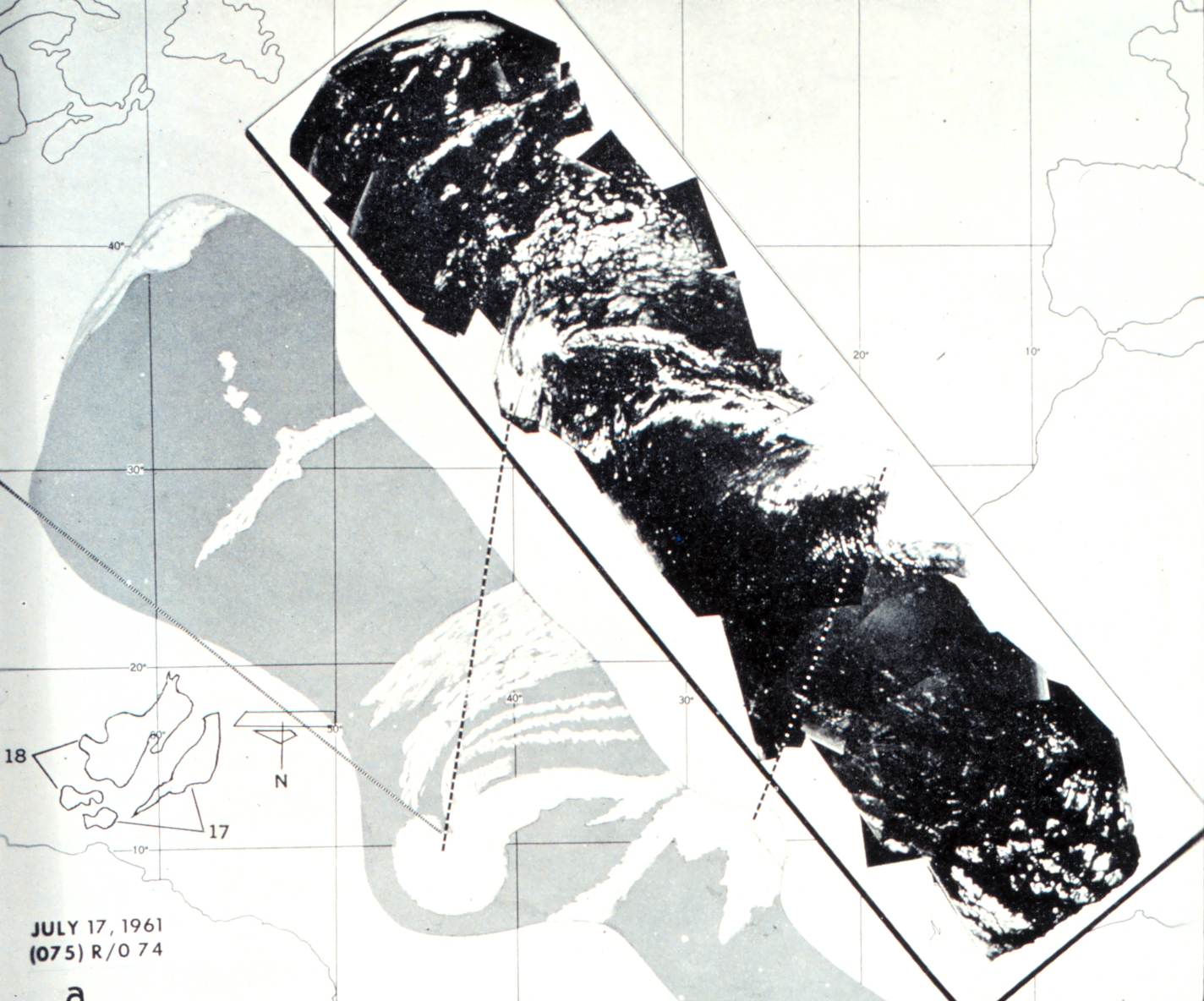
Mozaika zdjęć z satelity Tiros 3 i ich interpretacja na mapie, przedstawiająca masy chmur, które przekształciły się później w huragan „Anna”. Zdjęcia wykonano 17 lipca 1961, około 14:40 GMT

- System telewizyjny TIROSA 3 był projektowany do uzyskania użytecznych obrazów meteorologicznych oraz do dalszych testów związanych z uzyskiwaniem satelitarnych zdjęć pokrywy chmur. Składał się on z dwóch niezależnych zestawów kamer telewizyjnych, magnetycznych rejestratorów taśmowych i nadajników sygnału TV. Kamery typu widikon 127 mm (500 linii) miały obiektywy szerokokątne, 104°. Zamontowane były na spodzie statku. Ich osie optyczne były równoległe do osi obrotu statku, która leżała w płaszczyźnie orbity satelity. Z wysokości 700 km, jedno zdjęcie pokrywało obszar 1200 × 1200 km, z rozdzielczością 2,5 – 3 km (w nadirze). System mógł wykonywać dzienne zdjęcia pokrywy chmur, między 55° S a 55° N szerokości geograficznej. Jedna z kamer przestała działać w 12. dniu misji. Druga jednak działała sprawnie (do 23 stycznia 1962) i 10 września 1961 dokonała pierwszego wykrycia huraganu z kosmosu. Wykrytym huraganem była „Esther”.
- Radiometr skaningowy, pięciokanałowy, średniej rozdzielczości (masa 2 kg, zużywał 1 W energii)

Mierzył emisję i odbicie promieniowania przez Ziemię i jej atmosferę. Przyrząd posiadał dwie osie optyczne nachylone do osi obrotu statku pod kątem 45 i 135 stopni. Czujnik składał się z bolometrów i filtrów ograniczających rejestrowane widmo promieniowania. Pięć kanałów było czułych na promieniowanie z zakresu, odpowiednio: 6 – 6,5 μm (absorpcja przez parę wodną), 8 – 12 μm (tzw. okno atmosferyczne), 0,25 – 6 μm (odbite promieniowanie słoneczne), 8 – 30 μm (promieniowanie cieplne Ziemi), 0,55 – 0,75 (odbite promieniowanie słoneczne). Odpowiedź czujnika na wszystkich kanałach spadła gwałtownie po starcie. Największy niepewność spowodowało przesunięcie się zera na skali przyrządu. Użyteczne dane z kanałów 1 do 5 napływały do orbity, odpowiednio, nr 118, 875, 875, 130, 300.
- Wielokierunkowy radiometr niskiej rozdzielczości (masa 1,4 kg; zużycie energii 2 W)

Składa z dwóch zestawów bolometrów. Miały one kształt wydrążonych aluminiowych półkul. Ich oś optyczna była równoległa z osią obrotu statku. Przyrząd mierzył ilość energii słonecznej zaabsorbowanej lub odbitej przez Ziemię i jej atmosferę, oraz energię wyemitowaną przez układ Ziemia – atmosfera. Jeden z bolometrów każdym zestawie był pomalowany na czarno, a drugi na biało. Czarny pochłaniał większość padającego nań promieniowania, zaś biały był czuły na promieniowanie o długości fali powyżej 4 μm. Temperatura czujników była mierzona przez termistory, co 29 sekund. Przesyłana była średnia z pomiarów dwóch odpowiadających sobie bolometrów. Eksperyment powiódł się, a użyteczne dane nadsyłane były przez satelitę między 12 lipca a 20 października 1961. Identyczne przyrządy poleciały na satelitach TIROS 4 i TIROS 7. Podobny został wyniesiony na satelicie Explorer 7.
- Dwukanałowy radiometr nieskaningowy, niskiej rozdzielczości

Mierzył promieniowanie termiczne układu Ziemia-atmosfera i odbite od niej promieniowanie słoneczne. Radiometr składał się z dwóch detektorów, białego i czarnego termistora – bolometru. Każdy z nich był umieszczony na szczycie mylarowego stożka. Czarny detektor rejestrował promieniowanie z zakresu 0,2 – 50 μm, czyli na odbite promieniowanie słoneczne i długofalowe promieniowanie Ziemi. Biały detektor rejestrował odbite promieniowanie słoneczne, promieniowanie widzialne i długofalowe promieniowanie termiczne, 5 – 50 μm. Ich osie optyczne były równoległe do osi obrotu statku. Pole widzenia wynosiło 50 stopni, co odpowiadało kołu o średnicy 832 km, gdy Ziemia znajdowała się w zasięgu widzenia. Ten sam obszar znajdował się w polu widzenia kamery szerokokątnej. Ostatnie 100 minut obserwacji były zawsze nagrane na taśmie (poprzednie były w trybie ciągłym usuwane). Eksperyment pracował poprawnie, jednak jakość danych była niska, gdyż czułość przyrządu okazała się mniejsza od oczekiwanej. Doszło też do termicznego sprzężenia między detektorami a statkiem (detektory odbierały również promieniowanie cieplne samego statku). Z tych powodów, uzyskane dany były niewiarygodne. Identyczne przyrządy poleciały na statkach TIROS 1 i TIROS 4.